# ジョン・ボッグス
ジョン・ボッグス（John Boggs）は、アメリカ合衆国のスポーツエージェント。
主に、メジャーリーグベースボール(MLB)を中心に手がけ、20年以上にわたり代理人を務めている。

## 経歴
アメリカン大学を卒業後、1983年からMLB選手の代理人業を始め、1986年に代理人事務所JBAスポーツ社を設立。トニー・グウィンの代理人を長年務めたことで知られ、エイドリアン・ゴンザレスやコール・ハメルズの大型契約を手がけた。

## 大型契約
- 2010年 - エイドリアン・ゴンザレス　ボストン・レッドソックスと1億5400万ドルの7年契約
- 2012年 - コール・ハメルズ　フィラデルフィア・フィリーズと1億4400万ドルの6年契約

## 主なクライアント

### 現役選手
- ウィントン・ベルナード[2]
- ショーン・ボーチャード[2]
- トレバー・ケーヒル[2]
- ダニエル・カマレナ[2]
- イアン・クラーキン（英語版）[2]
- ザック・コリアー[2]
- バッバ・ダービー[2]
- テイラー・デービス（英語版）[2]
- カレブ・ダークス[2]
- ドリュー・フィンリー[2]
- スティーブン・ゴンサルベス（英語版）[2]
- カイル・ホルダー[2]
- コナー・ジョー[2]
- ピアース・ジョンソン[2]
- 金廣鉉[2]
- 平野佳寿[2]
- ノーラン・ロング[2]
- コーリー・オズワルト[2]
- トニー・レンダ（英語版）[2]
- マーク・ゼプチンスキー[2]
- トレバー・ウィリアムズ[2]

### 引退選手
- ブルース・ボウチー[2]
- スティーブ・ガービー[2]
- ローリー・フィンガーズ[2]
- ロン・ガーデンハイアー[2]
- エイドリアン・ゴンザレス[2]
- エドガー・ゴンザレス
- イチロー[2][3]
- フレッド・リン[2]
- トミー・ラソーダ[2]
- ポール・モリター[2]
- アラン・トランメル[2]
- ジョー・カーター[2]
- トニー・グウィン[2]
- トニー・グウィン・ジュニア[2]
- ロビン・ベンチュラ[2]
- サンディー・アロマー・ジュニア[2]
- マイク・マシーニー[2]
- トニー・クラーク[2]
- デーブ・ロバーツ[2]
- マーク・プライアー[2]
- シェーン・ビクトリーノ[2]
- コール・ハメルズ[2]
- 加藤豪将[2]